# Jack Gilford
Jacob Aaron Gellman (ur. 25 lipca 1908 w Nowym Jorku, zm. 2 czerwca 1990 tamże) – amerykański aktor występujący na Broadwayu, w filmach i telewizji. Nominowany do Oscara za rolę drugoplanową w filmie Ocalić tygrysa.
Wystąpił także w musicalu Zabawna historia wydarzyła się w drodze na forum w 1966 roku.